# Kohlmühle (Lehrberg)
Kohlmühle (fränkisch: Kolmil) ist ein Gemeindeteil des Marktes Lehrberg im Landkreis Ansbach (Mittelfranken, Bayern). Kohlmühle liegt in der Gemarkung Lehrberg.

## Geografie
Die Einöde liegt an der Fränkischen Rezat. Sie ist mittlerweile als Teil der Würzburger Straße des Gemeindeteils Lehrberg aufgegangen.

## Geschichte
Der Ort wurde in der ersten Hälfte des 16. Jahrhunderts als „Kolbmül“ erstmals urkundlich erwähnt, seit 1732 wurde er als „Kohlmühle“ bezeichnet. Der Ortsname leitet sich vom Flurnamen „bey der kolb“ (Rohrkolben) ab, einer Wiese nahe der Kohlmühle.
Gegen Ende des 18. Jahrhunderts gehörte Kohlmühle zur Realgemeinde Lehrberg. Die Mühle hatte das Propsteiamt Herrieden des Hochstifts Eichstätt als Grundherrn. Unter der preußischen Verwaltung (1792–1806) des Fürstentums Ansbach erhielt die Kohlmühle die Hausnummer 97 des Ortes Lehrberg. Von 1797 bis 1808 unterstand der Ort dem Justiz- und Kammeramt Ansbach.
Im Rahmen des Gemeindeedikts wurde die Kohlmühle dem 1808 gebildeten Steuerdistrikt Lehrberg und der 1811 gegründeten Ruralgemeinde Lehrberg zugeordnet.

## Einwohnerentwicklung
| Jahr      | 001831 | 001840 | 001861 | 001871 | 001885 | 001900 | 001925 | 001950 | 001961 | 001970 | 001987 |
| Einwohner | 6      | 8      | *      | 7      | 6      | 10     | 5      | 15     | 10     | 7      | *      |
| Häuser    | 1      | 1      |        |        | 1      | 1      | 1      | 1      | 1      |        | *      |
| Quelle    | [ 11 ] | [ 12 ] | [ 13 ] | [ 14 ] | [ 15 ] | [ 16 ] | [ 17 ] | [ 18 ] | [ 19 ] | [ 20 ] | [ 21 ] |

## Religion
Der Ort ist evangelisch-lutherisch geprägt und bis heute nach St. Margaretha (Lehrberg) gepfarrt. Die Einwohner römisch-katholischer Konfession waren zunächst nach St. Ludwig (Ansbach) gepfarrt, seit 1970 ist die Pfarrei Christ König (Ansbach) zuständig.